# 賈巧姐

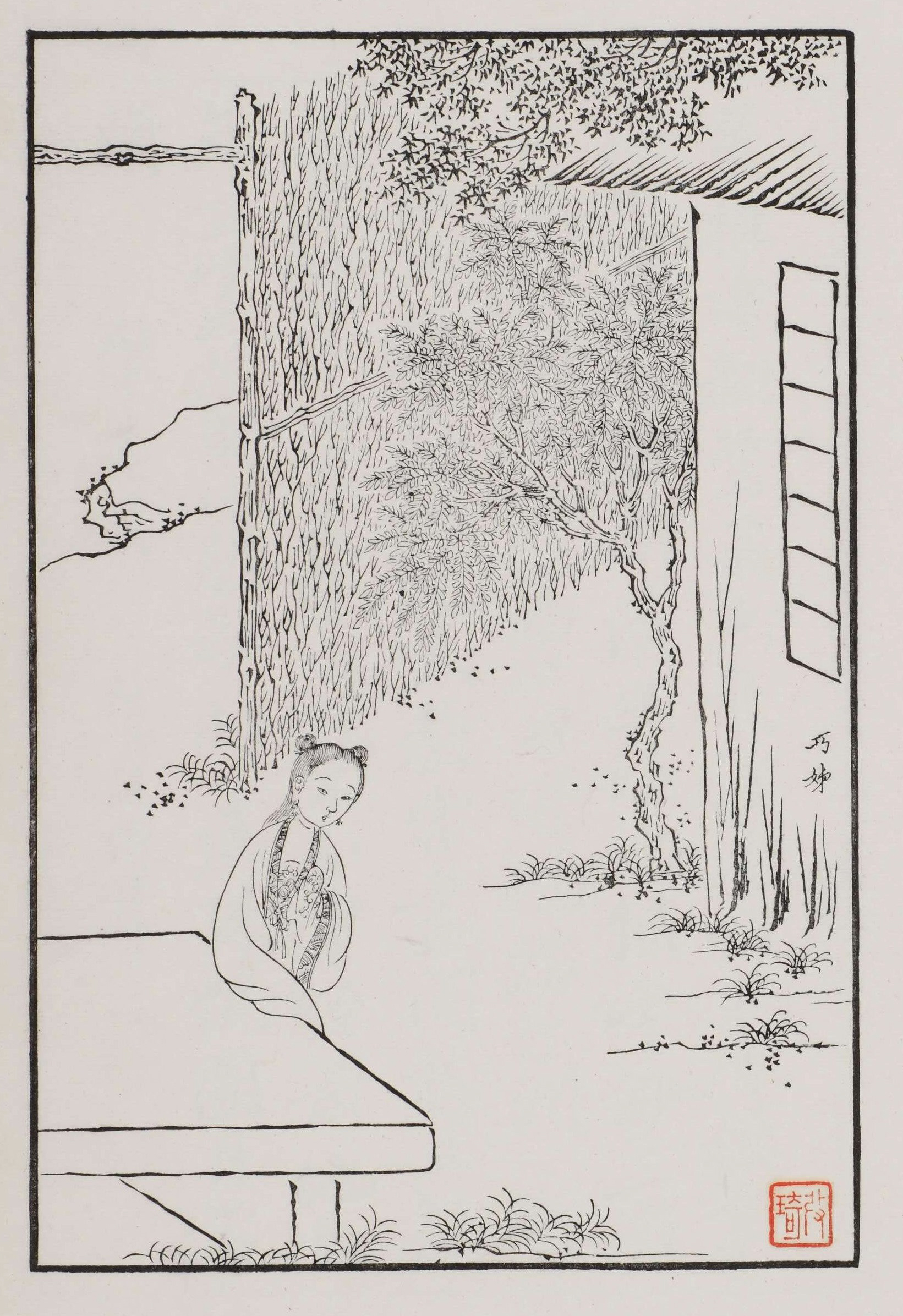
改琦绘，出自《红楼梦图咏》

贾巧姐是《红楼梦》中的人物，金陵十二钗之一，是王熙凤与贾琏之女。在曹雪芹前八十回本中，巧姐尚年幼，故其個性、特質並不明晰。只知其年幼多病，王熙凤請年老貧困的刘姥姥為她取名，希望可以壓一壓。因為生在七月初七乞巧節，所以刘姥姥给她取名为「巧姐」，含义为以毒攻毒。
高鶚續書寫道，贾家破败后，巧姐差點被賣給藩王作妾，不過劉姥姥即刻相救，只是虛驚一場，是王熙鳳當年救濟劉姥姥的恩報。後巧姐在劉姥姥的安排下嫁予一鄉村财主之子。
但據紅學家考證，認為巧姐應是嫁予刘姥姥之外孙板儿。據判詞及脂批表明，巧姐在賈府破敗後為「忘骨肉的狠舅奸兄」所賣入妓院；過了一陣子，劉姥姥仗義將巧姐從中救出，而後巧姐才嫁給板兒作一輩子村婦。根据《金陵十二钗正册》，画有荒村野店，有一美人在纺织，此人正是巧姐。

## 判词
勢敗休云貴，家亡莫論親。偶因濟劉氏，巧得遇恩人。

## 曲文
「留餘慶」
留餘慶，留餘慶，忽遇恩人；幸娘親，幸娘親，積得陰功。勸人生，濟困扶窮；休似俺那爱銀錢上，忘骨肉的狠舅奸兄！正是乘除加減，上有蒼穹。